# 青岛第十三中学

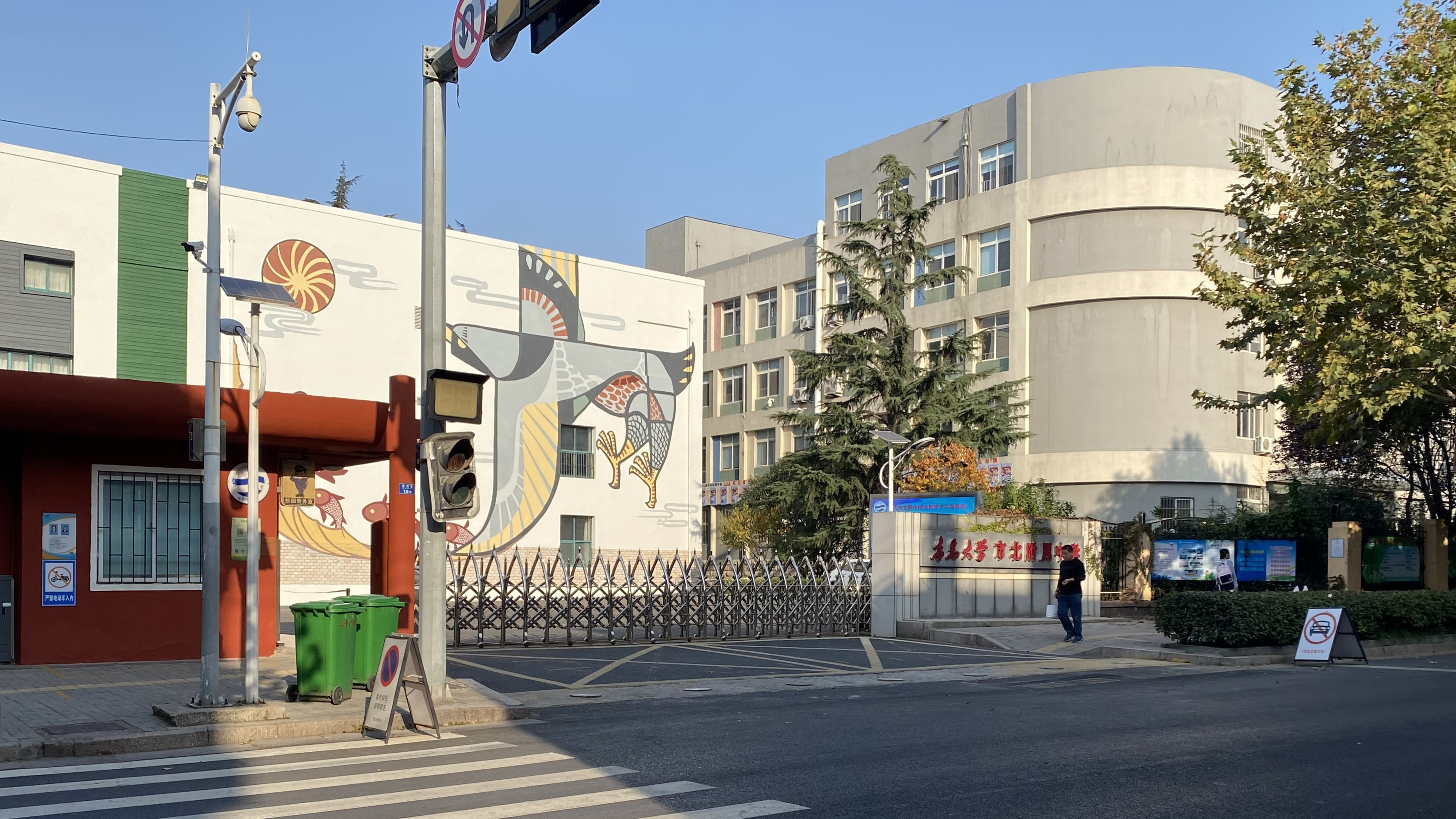
大连路18号原十三中校址，2023年10月

山东省青岛第十三中学，原校址位于中国山东省青岛市市北区大连路18号，前身为青岛掖县同乡会1947年在临邑路1号开办的私立东莱中学，1952年改为公立，1962年迁址，2009年撤销并入青岛艺术学校。
36°04′37″N 120°19′46″E / 36.07694°N 120.32944°E

## 校史
1923年青岛掖县会馆落成后，掖县同乡会开设掖县小学（或称掖县子弟小学、私立中华小学、东莱小学）。1947年，掖县同乡会在掖县小学基础上筹办东莱中学，成立校董会，同乡会副会长邹陞三（邹升三）为董事长，刘子山、陈孟元、杜宗甫、张之敬等15人为校董。张之敬任校长，校址位于临邑路1号，最初有平房24间，开设初中2个班，有学生108人，采用男女合校制。
1949年6月2日解放军接管青岛后，青岛市军管会文教部派员到校帮助工作，并为邹陞三颁发锦旗作为奖励。当年，东莱中学有初中4个班，学生161人，职员6人，初中教员4人。此时学校经费出现困难，邹陞三为筹集经费变卖了一座楼房和房产20余间。1952年11月11日，私立东莱中学由青岛市人民政府接管，改称青岛第十三中学。1962年，该校迁至原青岛黄台路小学校址（即大连路18号）。1986年，青岛市日语业余学校在该校内创办。同年，该校校舍西侧部分用于创办青岛广播电视大学。其后该校曾设立日语特长班。2004年8月28日，该校挂牌为“青岛日语实验中学”。2002年底，该校校舍面积1.8万平方米，有教学班32个，其中高中2个班，初中30个班，在校学生1500余人，专职教师103人。
2008年，因青岛市推行学校布局调整，青岛十三中计划于2009年7月停办，划归青岛艺术学校管理。2011年6月8日，青岛市教育局正式发文撤销该校建制。原十三中校舍此后改为青岛艺术学校大连路校区。2020年9月，青岛第二十八中学从大港二路迁至此处。2021年4月11日，因青岛第二十八中学、青岛第四中学合并为青岛大学市北附属中学，大连路18号原十三中校舍改为青大市北附属中学大连路校区至今。